# Murphy (Idaho)
Murphy település az Amerikai Egyesült Államok Idaho államában, Owyhee megyében, melynek megyeszékhelye is. Lakosainak száma 96 fő (2020. április 1.).

## Népesség
A település népességének változása:

| 2010 | 97 |
| 2020 | 96 |